# Charles Winberg
Charles Winberg (artistnamn; även Kalle Winberg), född Karl Gustav Winberg 12 oktober 1921 på Lindholmen i Göteborg, död 8 november 2008 i Frillesås, var en svensk jazzpianist och kapellmästare. Han är far till konstnären Kerstin Winberg.

## Biografi
Winberg föddes i Göteborg som äldst av fem barn till förste styrman Arvid Winberg och Thyra Winberg. Då han var i femårsåldern bosatte sig familjen i Hindås, där han började lära sig spela piano med hjälp av sin musikaliska mor. Fem år senare flyttade familjen till Malmö, där fadern blivit hamnkapten. Här kom han i tonåren i kontakt med jazzmusiken genom amerikanska filmer med Ginger Rogers och Fred Astaire och konserter med en rad gästande amerikanska musiker som Nat Gonella, Fats Waller, Edgar Hayes, Kenny Clarke med flera och med några av dem etablerade han kontakt. Han började också själv ge konserter, bland annat på Malmö Musikkonservatorium. 
Efter att ha arbetat en tid som kolare till sjöss reste han över till USA och upplevde dess sjudande jazzliv med storheter som Louis Armstrong, Benny Goodman och Glenn Miller. Tillbaka i Sverige bildade han sitt första jazzband, en sextett, som bland annat vann tidningen Veckorevyns musiktävling Flugan. Senare bildade han även Charles Winbergs kvartett med låten "June Night" som signaturmelodi. Han efterträdde under ett års tid även Thore Swanerud som pianist i Arthur Österwalls kvintett, med bland andra Putte Wickman, Åke Brandes och Kjell Sjölund.
Därefter spelade han under de följande decennierna med ett flertal olika artister och ensembler, däribland Ove Rönns band med namnkunniga musiker från Thore Ehrlings radioorkester. Han flyttade tillbaka till Göteborg och spelade med Sven Sjöholms orkester och sedan efterträdde denna med egen ensemble som stamband på stadens populära danspalats Kungsgillet. 1944 flyttade han en tid till Stockholm och spelade i Cubaneraorkestern och reste på turné med Gunnar Hahns orkester och Ulla Billquist. Han har också ackompanjerat artister som Alice Babs, Putte Wickman, Sten-Åke Cederhök, Tomas von Brömsen, Lasse Dahlquist, Git Magnusson och Sonja Hedenbratt.
På 1960-talet gick han i perioder åter till sjöss under sammanlagt sju år och var kapellmästare för fartygsorkestern på seglatser och i land världen runt med Svenska Amerika Linjens nya M/S Gripsholm i sällskap med musiker som Erik Norström och gästande amerikanska musiker som Ronnie Gardiner. Han medverkade också i en liten roll som pianist i Lasse Hallströms långfilm Tuppen 1981 och har emellanåt varit verksam som musiklärare i Kungsbacka.